# 中宮八幡堂
中宮八幡堂（ちゅうぐうはちまんどう）は、現在の静岡県富士宮市粟倉に存在した神社。富士山の登拝路である大宮・村山口登山道に位置していた施設であった。

## 位置
中宮八幡堂（以下「中宮」）はかつて大宮・村山口登山道に存在した神社であり、祭神は「富士山縁起」に「中宮八幡大菩薩 浅間宮也、本地金剛大日也、八幡相殿」とある。標高は1,260mに位置する。
現在その跡地には石祠が建てられ、発掘調査から17世紀の小杯・碗陶等が採集されており、また建物の礎石と推定される石列が確認されている。
『駿河国新風土記』には以下のようにある。
このように中宮より先は馬では進めないので「馬返し」とも言った。実際、詳細な地形データによる分析では中宮を境に勾配が大きくなっている。
富士登山の道程を記した慶長13年（1608年）の『寺辺明鏡集』（興福寺大乗院旧蔵）には以下のようにある
このように中宮は富士山興法寺より上で御室大日堂より下の位置に位置していた。御室大日堂は大宮・村山口登山道の一合目ないしその付近とされるため、中宮は一合目未満の位置にあたる。

## 富士登拝

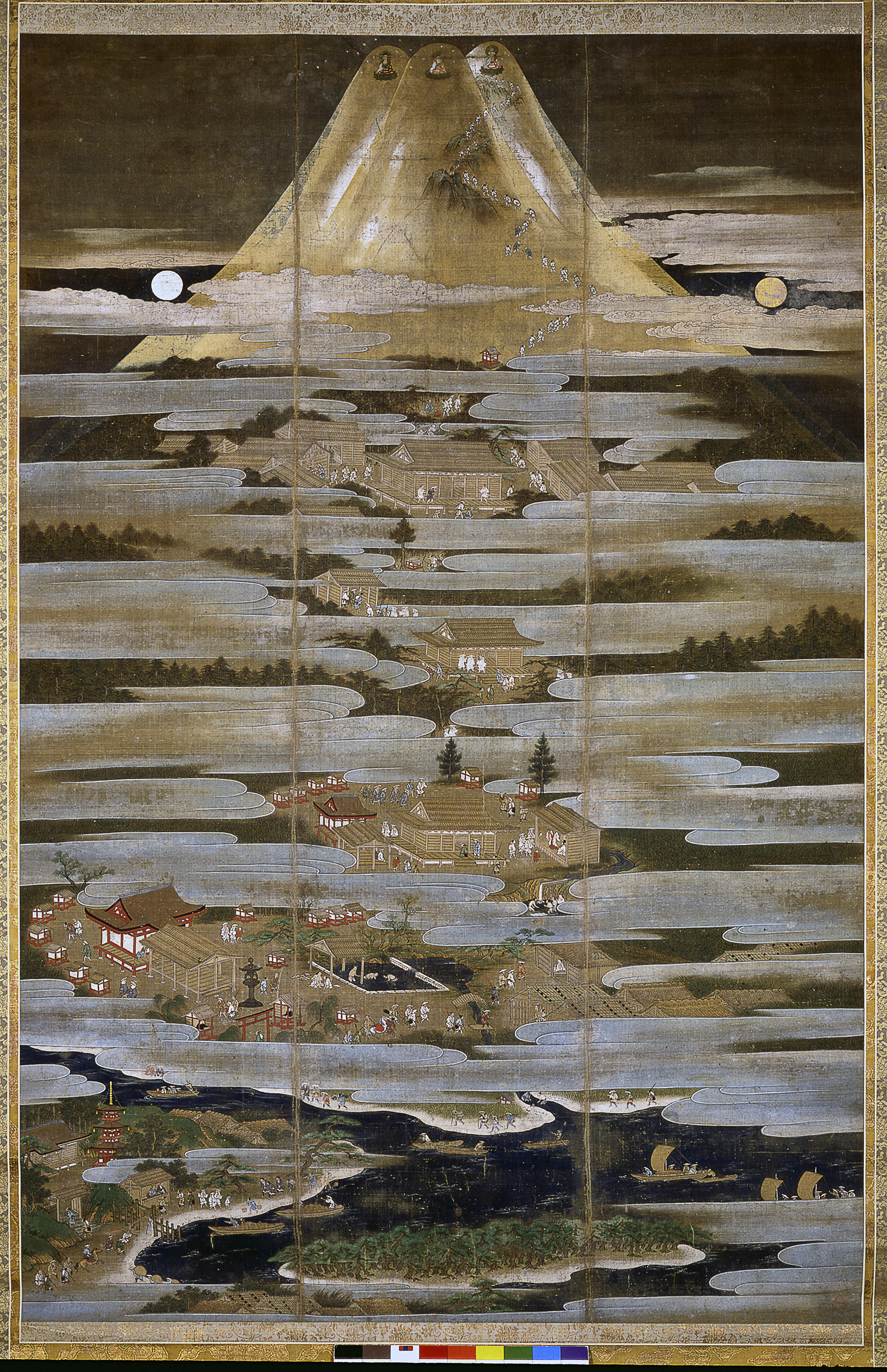
絹本著色富士曼荼羅図（富士山本宮浅間大社蔵）

中世の中宮の様相を示す史料として、今川氏輝による辻之坊を宛所とする天文2年（1533年）の判物があり、「并中宮・御室・内院・諸末社参銭之事」とある。これは中宮の散銭を村山三坊の1つである辻之坊が徴収する権利を得ていたものとされる。従って中宮は、大宮・村山口登山道における重要な経由地であった。
参詣曼荼羅図の一種である「富士参詣曼荼羅」に中宮は描かれており、例えば中世に作成された絹本著色富士曼荼羅図（富士山本宮浅間大社蔵）には白装束の女性と共に描かれている。
また中世後期成立の富士曼荼羅図（松栄寺本）では中宮の堂前で祈りを捧げる3人の女性が描かれている。その他各「富士山登山絵図」でも中宮は描かれている。
近世以降街道が整備されていく中で登山記（紀行文）が著されるようになり、中宮の事柄を記す事例も確認される。それらによると、国学者山名政胤は中宮の地点で杖を求めるなどしている。江戸時代末期の状況を反映している絵図によると、中宮に注記して「金剛杖室」とあり、中宮は金剛杖を入手する地点であった。
また羽倉簡堂は馬返しで女人禁制を示す札の存在を記し、原徳斎は同行していた母親を下山させたと自著の紀行文の中で記している。
伊勢志摩には「富士参りの歌」が伝承されており、歌に「ここは中宮の八幡様よ」「中宮の八幡伏も拝み」といった詞が確認されている。このように遠く離れた地でも中宮の存在は認識されていた。
中宮は原徳斎『富嶽行記』（1828年）に「中宮八幡宮」とあり、天保3年（1832年）の史料には「中宮八幡本社」とあり、『駿河志料』（1861年）には「中宮八幡社」、他に「中宮浅間宮」等と見える。

## かぐや姫説話舞台の地
中宮は富士宮市・富士市に伝わるかぐや姫説話の舞台の地でもある。
同地に伝わる富士山縁起によると、富士山へと帰るかぐや姫とそれを追いかけ別れを惜しむ人々とで最期の対面をする場所として中宮が登場する。
例えば「富士山大縁起」には「未通人倫山中分入給、諸人姫君惜名残、忘山怖、今中宮是也」とあり、姫（かぐや姫）との別れを諸人（人々）が名残惜しんだとある。